# Pieter Serrien

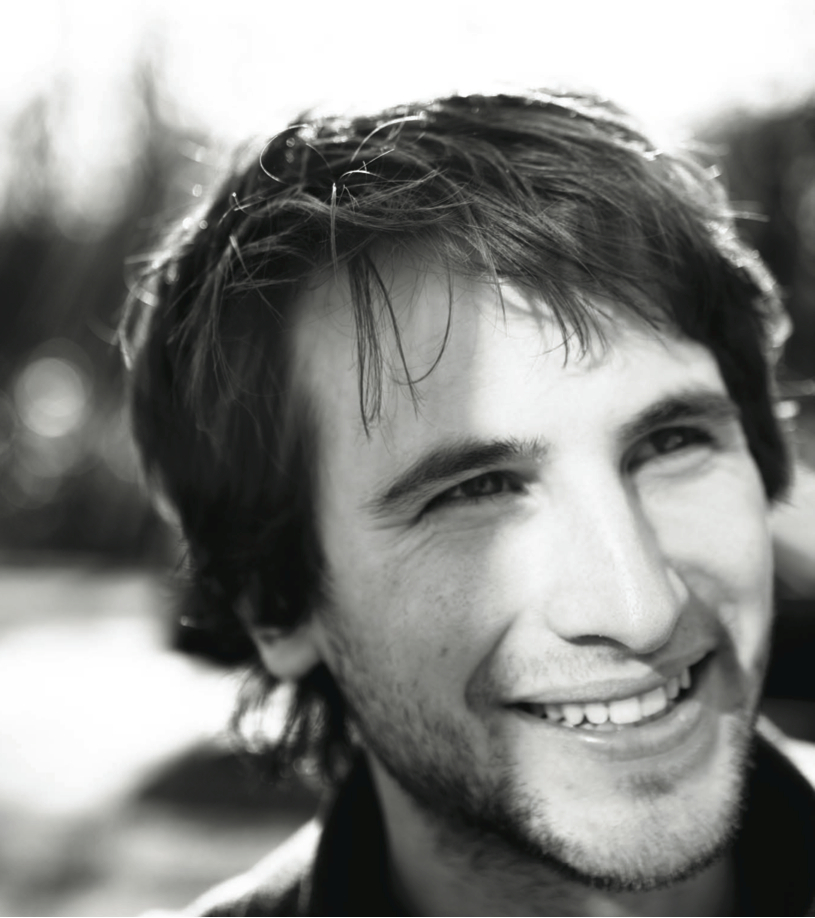
Pieter Serrien

Pieter Serrien (Kontich, 1985) is een Vlaamse historicus en auteur van boeken waarin onder meer persoonlijke getuigenissen van soldaten en burgers tijdens de twee wereldoorlogen en in de 16e eeuw in de Nederlanden centraal staan.

## Biografie

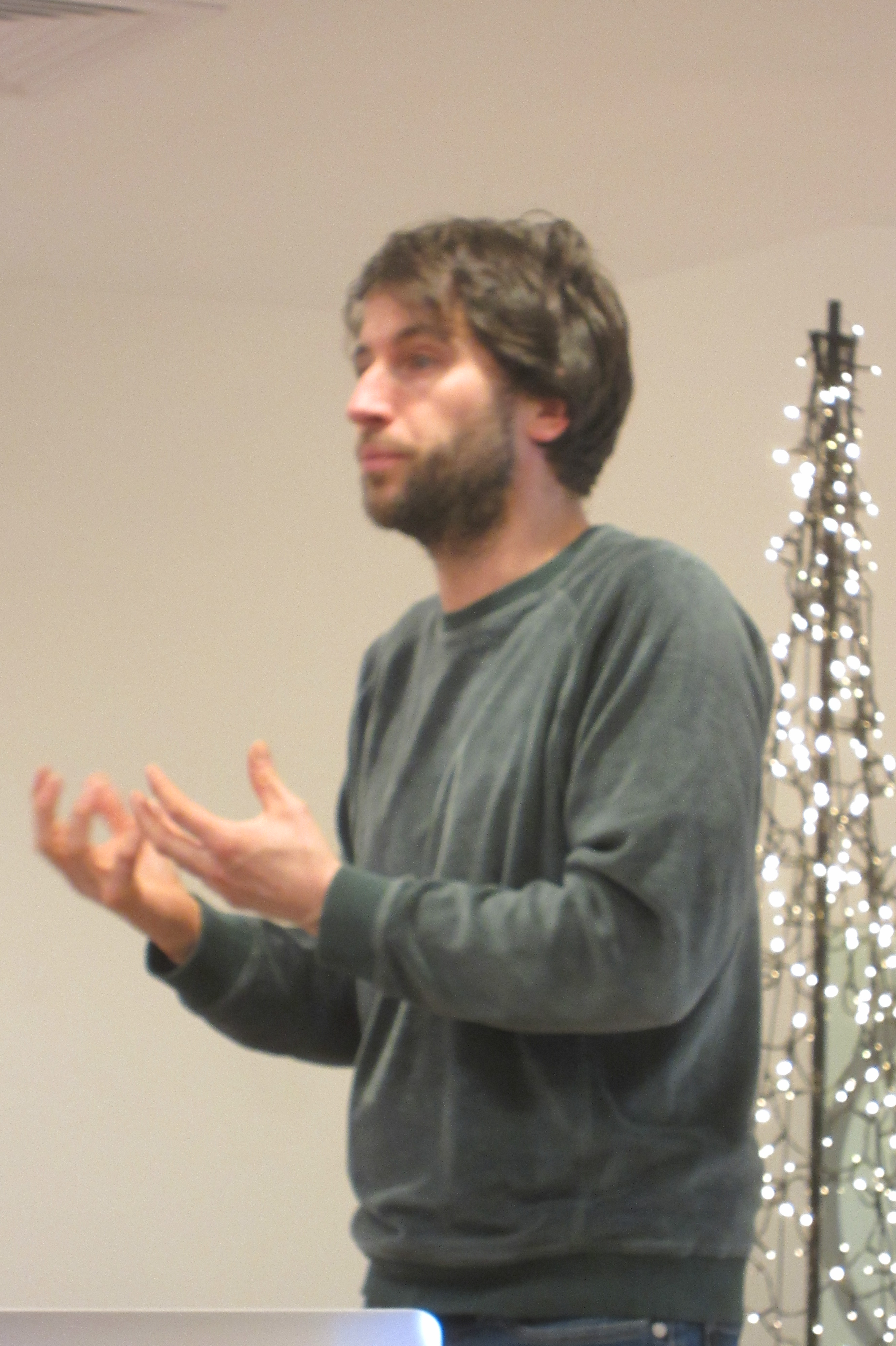
Pieter Serrien tijdens een lezing in Hasselt, januari 2023

Serrien werd geboren in 1985 in Antwerpen en groeide op in Kontich(-Kazerne). In 2003 startte hij met de opleiding Geschiedenis aan de KU Leuven, waar hij zich specialiseerde in mondelinge geschiedenis, egodocumenten en het dagelijkse leven in conflictgebieden. Zijn licentiaatsthesis bestudeerde het leven met bombardementen tijdens de Tweede Wereldoorlog. Serrien studeerde aan de Universiteit van Exeter bij prof Richard Overy. Deze wees hem de weg naar een andere benadering van onze geschiedenis, meer bepaald de sociale geschiedenis van de Tweede Wereldoorlog. Serrien citeert in zijn werk persoonlijke (geschreven) getuigenissen en kadert deze in een groter geheel. 
Na zijn studies begon Serrien les te geven op het Sint-Ritacollege te Kontich. In 2008 schreef hij zijn eerste boek in opdracht van de stad Mortsel: Tranen over Mortsel. Hierin werd het bombardement op Mortsel van 5 april 1943 beschreven.
 In 2009 richtte hij samen met historicus Selm Wenselaers het onderzoeksbureau Geheugen Collectief op. Dit was het eerste van zijn soort in Vlaanderen en haalde meteen het nieuws met de ontdekking dat Willy Vandersteen tijdens de oorlog onder het pseudoniem Kaproen antisemitische tekeningen maakte. Serrien leidde Geheugen Collectief nog tot 2014, waarna hij besloot zich te richten op het schrijven en het lesgeven. Zijn functie werd overgenomen door collega Aline Sax.
In de komende jaren combineerde hij lesgeven met historisch onderzoek en het schrijven van tot nu (2023) toe een negental geschiedenisboeken: 
- Eerst publiceerde Pieter Serrien Oorlogsdagen (2013) over het leven onder de bezetting tijdens de Eerste Wereldoorlog. In dit boek plaatst de auteur een dertigtal dagboekfragmenten van ooggetuigen naast elkaar en kadert persoonlijk wedervaren in de totale oorlogsgeschiedenis van ons land.
- Daarna volgde Zo was onze oorlog (2014) over het leven tijdens de Tweede Wereldoorlog. Dit boek is de neerslag van getuigenissen van deze oorlog, opgetekend na een bevraging door een duizendtal jongeren.
- Samen met Karel Strobbe en Hans Boers schreef hij met Van onze jongens geen nieuws (2015) de geschiedenis van de CRAB's.
- In 2016 maakte hij de overstap naar de nieuwe uitgeverij Horizon. Datzelfde jaar volgde Elke dag angst (2016) over de V-bommenterreur.
- Twee jaar later verscheen Het elfde uur (2018) over de laatste 24 uur van de Eerste Wereldoorlog. In 2019 publiceerde hij twee opgetekende getuigenissen in de reeks De laatste getuige (2019). De eerste was het verhaal van Louis Boeckmans, die Breendonk, Buchenwald en het werkkamp van Blankenburg, een deelkamp van Mittelbau-Dora, overleefde. De tweede kwam in december uit en vertelt het verhaal van Eva Fastag, de Joodse Holocaustoverlevende die typiste werd van de Dossinkazerne.[1] Of er nog een derde in de reeks komt, is onbekend.
- In zijn laatste boek In Opstand! Geuzen in de Lage Landen (1556-1578) (2022) over de geschiedenis van de geuzen (1565-1578) past hij zijn bijzondere benadering van ons verleden toe op de 16e eeuw in de Nederlanden. De auteur reconstrueert de vergeten geuzengeschiedenis aan de hand van omvangrijk bronnenonderzoek van egodocumenten zoals brieven en dagboeken van protagonisten het adagium Vive les Gueux indachtig. Het overvloedig aanwenden van Frans Hogenbergs gravures visualiseren sterk het verhaal van de geuzen.[2]

Pieter verzorgt geregeld auteurslezingen en -wandelingen. Hij wordt vaak uitgenodigd voor radio en televisie. Zo maakte hij voor het VRT-programma Publiek Geheim een docu over het zinken van de SS Leopoldsburg op 24 december 1944. In het najaar van 2018 maakte hij voor de herdenking van de wapenstilstand de VRT-podcastreeks ‘Het elfde uur’, waarin hij net zoals in zijn gelijknamige boek de laatste 24 uur van de Eerste Wereldoorlog beschrijft.

## Persoonlijk leven
Pieter woont samen met zijn vriendin en drie kinderen in Mortsel. Hij is de oudere broer van filosoof Tomas Serrien.

## Bibliografie

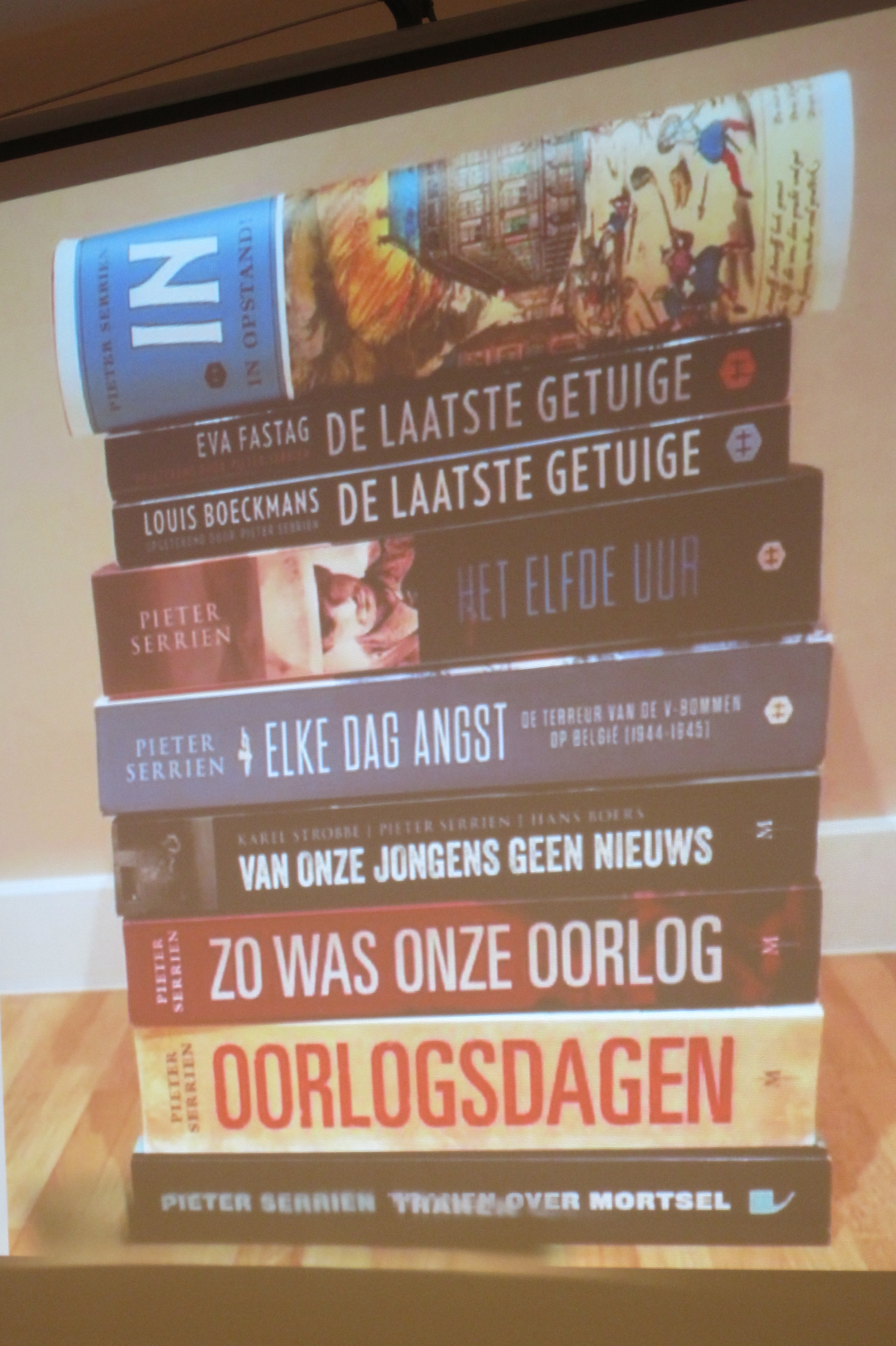
Bibliografie Pieter Serrien (tot 2023)